# Bagchaur
Bagchaur (en népalais : बागचौर) est une municipalité du Népal située dans le district de Salyan. Au recensement de 2011, elle comptait 34 143 habitants.
Elle regroupe les anciens comités de développement villageois de Tharmare, Shivarath, Kotbara, Kotmola et Baphukhola.